# Martin Glaberman
Martin Glaberman (13. Dezember 1918 – 17. Dezember 2001) war ein amerikanischer marxistischer Schriftsteller zum Thema Arbeiterbewegung, Historiker, Wissenschaftler und Automobilarbeiter.

## Biografie
Glaberman gehörte der Johnson-Forest Tendency an, einer linksradikalen Gruppe, die die Sowjetunion als staatskapitalistische Gesellschaft verstand und sich von der trotzkistischen Socialist Workers Party abspaltete, die die Sowjetunion als degenerierten Arbeiterstaat verstand.
1950 verließ die Johnson-Forest-Tendenz die trotzkistische Bewegung und wurde als Correspondence Publishing Committee bekannt. Als es 1955 zu einer größeren Spaltung dieser Gruppe kam, bei der ein Großteil Raja Dunajewskaja (oder „Forest“ von „Johnson-Forest“) unterstützte und eine neue Gruppe mit dem Namen News and Letters Committees gründete, blieb Glaberman C. L. R. James („Johnson“) und der Correspondence-Gruppe treu. James beriet Correspondence vom britischen Exil aus. Es bleibt umstritten, ob die Mehrheit 1955 James oder Dunajewskaja unterstützte. Glaberman behauptete in New Politics, dass die Mehrheit James unterstützte, aber der Historiker Kent Worcester behauptete in einer wichtigen Biografie über C. L. R. James das Gegenteil.
Als sich 1962 Grace Lee Boggs, James Boggs, Lyman Paine und Freddy Paine vom Correspondence Publishing Committee in Richtung Dritte Welt abspalteten, blieben Glaberman und eine kleine Zahl anderer Aktivisten C. L. R. James treu, vor allem in Detroit, und gründeten eine neue Gruppe, um James’ Erbe fortzuführen. Er war eine wichtige Figur in der neuen Gruppe Facing Reality, bis er 1970 gegen den Widerstand von James deren Auflösung vorschlug, weil Glaberman der Meinung war, dass sie zu klein war, um effektiv zu arbeiten. Bis zu seinem Tod schrieb und veröffentlichte er weiterhin in großem Umfang und gründete einen inzwischen nicht mehr existierenden Verlag, Bewick Editions, um James’ Werk weiterhin zu veröffentlichen. Viele Jahre lang, bis zu seinem Tod, war er ein Förderer der Zeitschrift New Politics und fungierte als Mitherausgeber von Radical America, zusammen mit Personen wie Paul Buhle.
Glaberman wurde in radikalen Kreisen in Detroit als legendäre Figur bezeichnet, und er beeinflusste Aktivisten, die eine wichtige Rolle in der Dodge Revolutionary Union Movement und der League of Revolutionary Black Workers spielen sollten. Glaberman studierte an der Union State University in Cincinnati, Ohio, der University of Detroit und der Columbia University in New York City. Er war Professor und später emeritierter Professor an der Wayne State University, als er nach seinem Rückzug aus der Fabrikarbeit seine akademische Laufbahn wieder aufnahm.

## Bibliografie

### Deutschsprachige Texte
- Die Beschwerde: „Mir sind die Hände gebunden“.
- Arbeit und das Bewusstsein der Arbeiter*innenklasse. Beide Texte veröffentlicht in: Ada Amhang, Levke Asyr, Montel Nickelberry, Mark Richter (Hrsg.): Spuren der Solidarität. Betriebliche Organisierung am Beispiel der Industrial Workers of the World (IWW). Verlag Die Buchmacherei, Berlin 2024, ISBN 978-3-9825440-3-8.

### Bücher
- Wartime Strikes: The Struggles Against the No-Strike Pledge in the UAW during World War Two. Verlag Bewick Editions 1980, Detroit, Michigan. ISBN 978-0-935590-11-1.
- (Hrsg.) Marxism for Our Times: C.L.R. James on Revolutionary Organisation. Verlag University Press of Mississippi 1999, ISBN 978-1-57806-151-8.
- mit Staughton Lynd: Punching Out. Selected Writings of Martin Glaberman. Verlag Charles H. Kerr Press, Chicago, IL 2004, ISBN 0-88286-263-4.

### Broschüren
- Punching Out (1952)
- Union Committeemen and Wildcat Strikes (1955)
- Negro Americans take the Lead - A Statement on the Crisis in American Civilization (1964)
- Be His Payment High or Low: The American Working Class of the 1960s (1965)
- Mao as Dialectician (1971)
- The Working Class and Social Change (1975)
- Working for Wages: The Roots of Insurgency(1999) (co-authored)

### Archiv seiner persönlichen Papiere
Die Martin und Jessie Glaberman Papers in der Walter P. Reuther Library in Detroit, Michigan, enthalten mehr als 30 laufende Meter Archivmaterial über das Leben und die Arbeit der Glabermans. Die Dokumente „spiegeln ihr langjähriges Engagement in der Arbeiter-, Bürgerrechts- und Frauenbewegung wider. Das Material umfasst Korrespondenz, radikale Veröffentlichungen, Reden und Interviews zu ihren Engagements und Interessen wie dem Correspondence Publishing Committee/Company, C.L.R.James und der Socialist Workers Party“. Die Sammlung ist für die Forschung zugänglich.